# Sezures (Penalva do Castelo)
Sezures is een plaats (freguesia) in de Portugese gemeente Penalva do Castelo en telt 854 inwoners (2001).